# Richard Clayderman

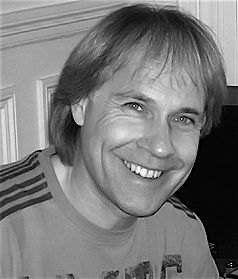
Richard Clayderman (2006)

Richard Clayderman (* 28. Dezember 1953 als Philippe Robert Louis Pagès in Paris) ist ein französischer Pianist. Er wurde 1977 mit dem Klavierstück Ballade pour Adeline bekannt. Anfang der 1980er Jahre folgten Fernsehauftritte und Kooperationen u. a. mit James Last.

## Leben

### Kindheit und Jugend
Als Sohn eines französischen Pianisten und Klavierlehrers wurde Clayderman unter dem bürgerlichen Namen Philippe Pagès geboren. Schon früh in seiner Jugend entdeckte die Familie sein großes Talent zum Klavierspiel, was ihn bereits im Alter von zwölf Jahren zur Aufnahme ins Konservatorium für Musik qualifizierte.

### Karriere
1976 begann seine internationale Karriere, als er als Auftragspianist für das französische Produzentenduo Olivier Toussaint und Paul de Senneville ein für Sennevilles Tochter Adeline geschriebenes Stück aufnahm. Für die Veröffentlichung dieses Stücks mit dem Titel Ballade pour Adeline im Jahr 1977 nahm er den Künstlernamen Richard Clayderman an, als Reminiszenz an seine Urgroßmutter, vor allem aber auch, um eine falsche Aussprache seines bürgerlichen Namens zu umgehen.
Die Single verkaufte sich über 22 Millionen Mal in 38 Ländern. Insgesamt verkaufte er rund 90 Millionen Tonträger. Mit der für ihn komponierten eingängigen Musik etablierte er sich neben Musikern wie André Rieu oder Helmut Lotti als Vertreter der populären Klassik. Michael Naura sagte über Clayderman: „Es gibt Frisöre und es gibt Pianisten. Der Franzose Richard Clayderman ist ein Pianör.“

### Familie
Clayderman ist zum zweiten Mal verheiratet und Vater zweier Kinder. Er schottet seine Familie weitgehend von der Öffentlichkeit ab und gilt als zurückhaltend und introvertiert.

## Diskografie

### Alben
| Jahr | Titel                                             | Höchstplatzierung, Gesamtwochen, AuszeichnungChartplatzierungen (Jahr, Titel, Platzierungen, Wochen, Auszeichnungen, Anmerkungen) | Höchstplatzierung, Gesamtwochen, AuszeichnungChartplatzierungen (Jahr, Titel, Platzierungen, Wochen, Auszeichnungen, Anmerkungen) | Höchstplatzierung, Gesamtwochen, AuszeichnungChartplatzierungen (Jahr, Titel, Platzierungen, Wochen, Auszeichnungen, Anmerkungen) | Höchstplatzierung, Gesamtwochen, AuszeichnungChartplatzierungen (Jahr, Titel, Platzierungen, Wochen, Auszeichnungen, Anmerkungen) | Höchstplatzierung, Gesamtwochen, AuszeichnungChartplatzierungen (Jahr, Titel, Platzierungen, Wochen, Auszeichnungen, Anmerkungen) | Anmerkungen                            |
| Jahr | Titel                                             | DE | AT | CH | UK | FR | Anmerkungen                            |
| ---- | ------------------------------------------------- | --- | --- | --- | --- | --- | -------------------------------------- |
| 1978 | Ballade pour Adeline                              | DE3 Platin · (49 Wo.)DE | AT1 (40 Wo.)AT | — | — | FR— GoldFR | LP / 33T                               |
| 1979 | Rêveries – Lettre a ma mère / Träumereien         | DE1 ×2Doppelplatin · (117 Wo.)DE                                                                                                  | AT1 ×4Vierfachplatin · (38 Wo.)AT                                                                                                 | — | — | FR— PlatinFR |                                        |
| 1980 | Melodien der Liebe                                | DE18 (15 Wo.)DE | AT— GoldAT | — | — | — |                                        |
| 1980 | Rêveries – Lettre a ma mère No. 2 / Träumereien 2 | DE1 Platin · (50 Wo.)DE | AT12 (3 Wo.)AT | — | — | — |                                        |
| 1981 | Ich liebe dich                                    | DE23 (14 Wo.)DE | — | — | — | — |                                        |
| 1981 | Träumereien 3                                     | DE7 Gold · (22 Wo.)DE | — | — | — | — |                                        |
| 1982 | Impressionen                                      | DE43 (7 Wo.)DE | — | — | — | — |                                        |
| 1982 | Introducing Richard Clayderman                    | — | — | — | UK2 Platin · (64 Wo.)UK | — |                                        |
| 1982 | Ein Weihnachtstraum                               | DE3 Platin · (3 Wo.)DE | — | — | — | — |                                        |
| 1983 | Zärtlichkeiten                                    | DE42 (9 Wo.)DE | — | — | — | — |                                        |
| 1983 | The Music of Richard Clayderman                   | — | — | — | UK21 Platin · (28 Wo.)UK | — |                                        |
| 1983 | Ein Traum von Liebe                               | DE10 (7 Wo.)DE | — | CH7 (4 Wo.)CH | — | — |                                        |
| 1984 | Träumereien aus Berlin                            | DE54 (1 Wo.)DE | — | — | — | — |                                        |
| 1984 | Zeit zum Träumen                                  | DE21 (12 Wo.)DE | — | — | — | — |                                        |
| 1984 | The Music of Love                                 | — | — | — | UK28 Gold · (21 Wo.)UK | — |                                        |
| 1984 | Richard Clayderman – Christmas                    | — | — | — | UK53 (5 Wo.)UK | — |                                        |
| 1985 | The Classic Touch                                 | — | — | — | UK17 Gold · (18 Wo.)UK | — | mit dem Royal Philharmonic Orchestra   |
| 1986 | Hollywood and Broadway                            | — | — | — | UK28 (9 Wo.)UK | — |                                        |
| 1987 | Traum-Gala                                        | DE21 (3 Wo.)DE | — | — | — | — |                                        |
| 1987 | Songs of Love                                     | — | — | — | UK19 Gold · (13 Wo.)UK | — |                                        |
| 1988 | A Little Night Music                              | — | — | — | UK52 (5 Wo.)UK | — |                                        |
| 1989 | The Love Songs of Andrew Lloyd Webber             | — | — | — | UK18 (10 Wo.)UK | — |                                        |
| 1990 | My Classic Collection                             | — | — | — | UK29 (7 Wo.)UK | — | mit dem Royal Philharmonic Orchestra   |
| 1991 | Together at Last                                  | — | — | — | UK14 Platin · (15 Wo.)UK | — | mit James Last                         |
| 1992 | The Very Best of Richard Clayderman               | — | — | — | UK47 Silber · (5 Wo.)UK | — | mit dem Royal Philharmonic Orchestra   |
| 1994 | In Harmony                                        | DE70 (6 Wo.)DE | — | — | UK28 Gold · (7 Wo.)UK | — | mit James Last                         |
| 1995 | The Carpenters Collection                         | — | — | — | UK65 (2 Wo.)UK | — |                                        |
| 1997 | The Best of Richard Clayderman                    | — | — | — | UK73 (1 Wo.)UK | — |                                        |
| 1999 | With Love                                         | — | — | — | UK62 (1 Wo.)UK | — |                                        |
| 2005 | Richard Clayderman                                | — | — | — | — | FR119 (6 Wo.)FR |                                        |
| 2013 | Romantique                                        | — | AT64 (2 Wo.)AT | — | UK13 (5 Wo.)UK | FR86 (6 Wo.)FR | Erstveröffentlichung: 1. Februar 2013  |
| 2022 | Forever Love                                      | — | — | — | — | FR181 (1 Wo.)FR | Erstveröffentlichung: 25. Februar 2022 |

grau schraffiert: keine Chartdaten aus diesem Jahr verfügbar
Weitere Alben
- 1979: 16 Grandes Éxitos de Siempre
- 1977: Richard Clayderman
- 1978: A comme amour les fleurs sauvages (FR: Gold)
- 1978: Fleurs Sauvages (FR: Gold)
- 1978: Medley Concerto
- 1979: Lettre à ma Mère
- 1979: Romantic Dreams
- 1979: Träumereien (K-Tel, DE: Gold)
- 1980: Les Musiques de L’amour
- 1980: Deluxe (2-CD-Set)
- 1980: Träumereien 2 (Sonderausgabe Bertelsmann, DE: Gold)
- 1981: Rondo pour un tout petit enfant
- 1982: Lady "Di"
- 1982: Couleur Tendresse (FR: Gold)
- 1982: Richard Clayderman
- 1983: Best of Richard Clayderman
- 1983: Le Premier Chagrin D’Elsa (FR: Gold)
- 1983: A Pleyel (FR: Gold)[6]
- 1984: Rhapsody In Blue
- 1984: Coeur Fragile
- 1984: From the Heart
- 1984: Music of Love
- 1984: Chinese Evergreen
- 1985: Ballade pour Adeline (CD, FR: Gold)
- 1985: Chansons d’Amour (2-LP-Set)
- 1985: Classic Touch
- 1986: Sweet Memories
- 1986: Romantic
- 1987: Eléana (FR: Gold)
- 1987: France, mon Amour
- 1987: Les Sonates (FR: Gold)
- 1987: Masters of Melody (3-CD-Set)
- 1988: Deutsche Volkslieder
- 1988: Quel gran genio del mio amico…
- 1988: Romantic America
- 1988: With Love
- 1988: Zodiacal Symphony (FR: Gold)
- 1988: Thailand mon Amour
- 1989: Amour pour amour (mit Berdien Stenberg, FR: Gold)
- 1989: Love Songs of Andrew Lloyd Webber
- 1989: Magic of Richard Clayderman (Doppel-LP, UK: Gold)
- 1989: Romance and the piano of Richard Clayderman
- 1989: Souvenirs
- 1989: Träumereien am Klavier
- 1989: The Classic Clayderman
- 1990: Anemos
- 1990: Ballade pour Adeline and other Love Stories
- 1990: Digital Concerto
- 1990: Fantastic Movie story of Ennio Morricone
- 1990: Golden Hearts (mit James Last)
- 1990: Il y a toujours de Soleil au dessus des Nuages
- 1990: Traummelodien
- 1991: Amour
- 1991: Serenaden (mit James Last)
- 1991: Mis Canciones Favoritas
- 1992: América Latina…mon amour
- 1992: Desperado
- 1992: Remembering the Movies
- 1993: Plays Abba
- 1993: When love songs were love songs
- 1993: When a man loves a woman
- 1994: A little Romance
- 1994: Les Nouvelles Ballades Romantiques
- 1994: World Tour
- 1995: Carpenters Collection
- 1995: In amore
- 1995: Two Together
- 1995: Japon mon Amour
- 1996: Tango
- 1996: Mexico con amor
- 1996: Love, Italian Style
- 1996: Love Follow Us
- 1996: Love, American Style
- 1997: Classics
- 1997: My Bossa Nova Favourites
- 1997: Scandinavian Collection
- 1997: Les Rendez-Vous Du Hasard
- 1997: On TV
- 1997: Love Follow Us 2
- 1997: A Touch of Latino
- 1998: Chinese Garden
- 1998: Friends France
- 1998: Turquie mon amour
- 1999: Encore
- 1999: En Venezuela
- 1999: Joue-moi tes rêves
- 1999: My Australian Collection
- 1999: Together
- 1999: With Love
- 1999: Millennium GoldCollection
- 1999: Clayderman 2000
- 2000: 101 Solistes Tziganes
- 2000: Meisterstücke
- 2001: Anniversary Collection (5-CD-Set)
- 2001: Golden Moments
- 2001: Mysterious Eternity
- 2001: The Hits of Stage and Screen
- 2002: All by myself
- 2002: The Confluence
- 2002: Everybody Loves Somebody Sometime
- 2003: Best Friend
- 2003: Best of Classics (2-CD-Set)
- 2003: Ecos de sudamérica
- 2003: New Era
- 2003: Sommer Serenade (mit James Last, 2-CD-Set)
- 2003: Treasury of love
- 2003: Romantic Nights
- 2003: Antique Pianos
- 2004: Love Collection
- 2004: Number 1 Hits (2-CD-Set)
- 2005: Ultimate Collection (4-CD-Set)
- 2005: Piano moods (2-CD-Set)
- 2007: Best 100 (Universal / Victor)
- 2007: Thousand Winds
- 2007: My favourite Oldies (2-CD-Set)
- 2007: Brazilian Passion
- 2008: Arabesque
- 2008: 30 Ans – Le chemin de gloire (2× CD)
- 2009: Serenade de l’etoile
- 2010: What a wonderful World (2-CD-Set)
- 2012: My Favourite Brazilian Melodies – Made in Brazil
- 2017: Movie Favourites
- 25 Years of Golden Hits (2× CD)
- Pour Elise (FR: Gold)
- Zaczarowany świat fortepianu

### Singles (Auswahl)
| Jahr | Titel Album                         | Höchstplatzierung, Gesamtwochen, AuszeichnungChartplatzierungen (Jahr, Titel, Album, Platzierungen, Wochen, Auszeichnungen, Anmerkungen) | Höchstplatzierung, Gesamtwochen, AuszeichnungChartplatzierungen (Jahr, Titel, Album, Platzierungen, Wochen, Auszeichnungen, Anmerkungen) | Höchstplatzierung, Gesamtwochen, AuszeichnungChartplatzierungen (Jahr, Titel, Album, Platzierungen, Wochen, Auszeichnungen, Anmerkungen) | Höchstplatzierung, Gesamtwochen, AuszeichnungChartplatzierungen (Jahr, Titel, Album, Platzierungen, Wochen, Auszeichnungen, Anmerkungen) | Anmerkungen                   |
| Jahr | Titel Album                         | DE | AT | CH | FR | Anmerkungen                   |
| ---- | ----------------------------------- | --- | --- | --- | --- | ----------------------------- |
| 1977 | Ballade pour Adeline                | DE6 Gold · (37 Wo.)DE | AT1 ×4Vierfachplatin · (32 Wo.)AT | CH1 Gold · (20 Wo.)CH | — | Verkäufe: + 675.000           |
| 1991 | Everything I Do (I Do It For You) – | — | — | — | FR95 (1 Wo.)FR | Charteinstieg in FR erst 2016 |
| 1994 | Je t’aime mon amour –               | DE29 (19 Wo.)DE | — | — | — | mit Claudia Jung              |

grau schraffiert: keine Chartdaten aus diesem Jahr verfügbar
Weitere Singles
- 1994: Dimanche et fêtes
- 1999: Smiling Joey

### Videoalben
- Memories (DVD / VHS)
- Richard Clayderman in Concert – Japan (Video)
- Richard Clayderman in Concert – England (Video)

## Auszeichnungen für Musikverkäufe
| Goldene Schallplatte - Australien - 1982: für das Album Les Musiques de L’amour - 2000: für das Album The Very Best of Richard Clayderman - Brasilien - 1997: für das Album Tango - Italien - 1986: für das Album Chansons d’Amour - Neuseeland - 1982: für das Album Richard Clayderman in Concert - 1982: für das Album Rondo pour un tout petit enfant - 1984: für das Album From Paris With Love - 1985: für das Album By Request - Niederlande - 1989: für das Album Amour pour amour - Spanien - 1981: für das Album Les Musiques de L’amour - Ungarn - 2000: für das Album The Very Best of Richard Clayderman Platin-Schallplatte - Australien - 1982: für das Album Rêveries – Lettre a ma mère No. 2 - Kanada - 1987: für das Album Music of Love - Neuseeland - 1981: für das Album Les Musiques de L’amour - 1986: für das Album Prince of Romance - Spanien - 1992: für das Album Mis Canciones Favoritas | 2× Platin-Schallplatte - Australien - 1996: für das Album Prince of Romance - Neuseeland - 1982: für das Album Rêveries – Lettre a ma mère No. 2 - Polen - 1999: für das Album Zaczarowany świat fortepianu - Spanien - 1979: für das Album 16 Grandes Éxitos de Siempre 3× Platin-Schallplatte - Australien - 1996: für das Album Sweet Memories - Neuseeland - 1985: für das Album Sweet Memories 5× Platin-Schallplatte - Australien - 1996: für das Album Reveries 8× Platin-Schallplatte - Neuseeland - 1983: für das Album Reveries |

Anmerkung: Auszeichnungen in Ländern aus den Charttabellen bzw. Chartboxen sind in ebendiesen zu finden.
| Land/RegionAuszeichnungen für Musikverkäufe (Land/Region, Auszeichnungen, Verkäufe, Quellen) | Silber  | Gold       | Platin       | Verkäufe  | Quellen                                  |
| -------------------------------------------------------------------------------------------- | ------- | ---------- | ------------ | --------- | ---------------------------------------- |
| Australien (ARIA)                                                                            | —       | 2× Gold2   | 11× Platin11 | 805.000   | aria.com.au                              |
| Brasilien (PMB)                                                                              | —       | Gold1      | —            | 100.000   | pro-musicabr.org.br                      |
| Deutschland (BVMI)                                                                           | —       | 4× Gold4   | 5× Platin5   | 3.500.000 | musikindustrie.de                        |
| Frankreich (SNEP)                                                                            | —       | 12× Gold12 | Platin1      | 1.500.000 | infodisc.fr                              |
| Italien (FIMI)                                                                               | —       | Gold1      | —            | 250.000   | worldradiohistory.com (PDF-Datei, S. 33) |
| Kanada (MC)                                                                                  | —       | —          | Platin1      | 100.000   | musiccanada.com                          |
| Neuseeland (RMNZ)                                                                            | —       | 4× Gold4   | 15× Platin15 | 340.000   | aotearoamusiccharts.co.nz                |
| Niederlande (NVPI)                                                                           | —       | Gold1      | —            | 50.000    | nvpi.nl                                  |
| Österreich (IFPI)                                                                            | —       | Gold1      | 8× Platin8   | 625.000   | Einzelnachweise                          |
| Polen (ZPAV)                                                                                 | —       | —          | 2× Platin2   | 200.000   | olis.pl                                  |
| Schweiz (IFPI)                                                                               | —       | Gold1      | —            | 25.000    | Einzelnachweise                          |
| Spanien (Promusicae)                                                                         | —       | Gold1      | 3× Platin3   | 350.000   | Sólo éxitos: año a año, 1959–2002 ES2    |
| Ungarn (MAHASZ)                                                                              | —       | Gold1      | —            | 25.000    | slagerlistak.hu                          |
| Vereinigtes Königreich (BPI)                                                                 | Silber1 | 5× Gold5   | 3× Platin3   | 1.460.000 | bpi.co.uk                                |
| Insgesamt                                                                                    | Silber1 | 34× Gold34 | 49× Platin49 |           |                                          |

## Trivia
- In Folge 22 der Fernsehserie Das Erbe der Guldenburgs hatte Clayderman einen Auftritt als er selbst auf einem Fest, bei dem er die Ballade pour Adeline spielt (ab Minute 28:49).